# Christmas Island. A Dream
Christmas Island. A Dream – poemat amerykańskiego duchownego anglikańskiego, teologa i poety Williama Reeda Huntingtona, opublikowany w tomiku Sonnets and a Dream wydanym 1903 Nowym Jorku nakładem oficyny Thomasa Whittakera. Poemat jest napisany przy użyciu różnych form wiersza, w tym siedmiowersowej strofy królewskiej (rhyme royal). Zwrotka ta ma w tradycji poezji angielskiej bardzo długą tradycję, sięgającą XIV wieku. Została do niej wprowadzona przez Geoffreya Chaucera. W Anglii używali jej między innymi Thomas Wyatt, Edmund Spenser, William Szekspir, John Milton, William Wordsworth, William Morris i John Masefield, a za oceanem Margaret Agnew Blennerhassett i Emma Lazarus.
Eager to catch the fashion of a lip
Whose spoken word such gentle trespass made,
I instant turned; when, lo, the laboring ship.
As if a mystic spell were on her laid.
Began straightway to shrivel, shrink, and fade.
And masts and spars and shrouds and smoke-stack all.
As in a sick man's dream, grew small, and small;